# Curtiss NC

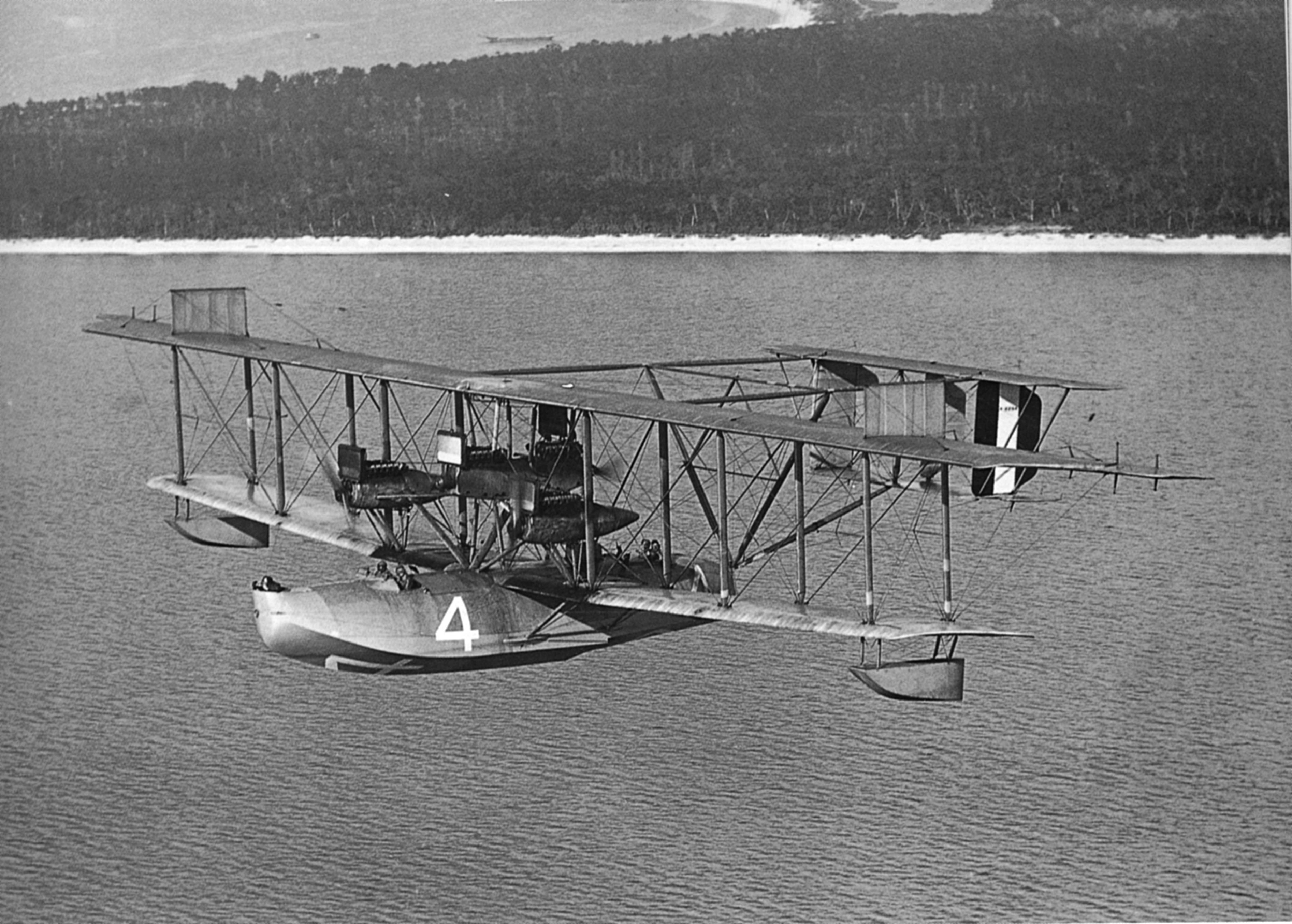
De NCTA-4 na de trans-Atlantische vlucht

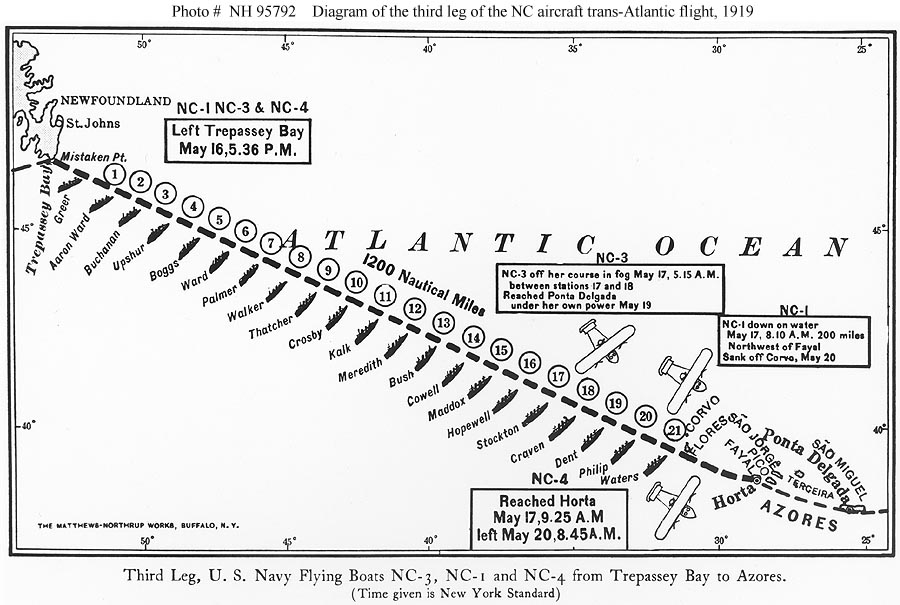
Vlucht van de VS naar de Azoren, met de posities en namen van de marineschepen onderweg

De Curtiss NC was een Amerikaans watervliegtuig dat als eerste over de Atlantische Oceaan vloog. Het werd ontwikkeld als anti-duikbootvliegtuig wegens de grote verliezen aan schepen door Duitse duikboten in de Eerste Wereldoorlog.

## Geschiedenis

### Ontwikkeling
Tijdens de Eerste Wereldoorlog wenste de Amerikaanse marine een vliegtuig dat in staat was lange oceaanvluchten te maken. De belangrijkste taak was het opsporen en vernietigen van Duitse duikboten. In september 1917 werd de opdracht gegeven. Het was een grote uitdaging, maar de marine en Curtiss ontwikkelden de grootste tweedekker met slaapvertrekken en een draadloze zender/ontvanger. Het werd oorspronkelijk aangedreven door drie V12-Libertymotoren van elk 400 pk (298 kW), maar al snel werd een vierde toegevoegd. Het toestel bereikte een maximale snelheid was 137 km/h en het geschatte bereik was zo'n 2400 kilometer. Ze werden NC-boten genoemd, met de "N" voor Navy (marine) en "C" voor de bouwer Curtiss.
De eerste vlucht van de NC-1 was op 4 oktober 1918, dit toestel was nog uitgerust met drie motoren. Op 11 november 1918 werd de strijd in Europa gestaakt, maar de order voor nog drie toestellen werd niet afgezegd. De Amerikaanse marine wilde er de eerste trans-Atlantische vlucht mee uitvoeren. De vier toestellen kregen de naam NC-1, NC-2, NC-3 en NC-4. De NC-2 raakte zwaar beschadigd in een storm en werd niet gerepareerd. De andere drie kregen nadien de naam NCTA (NC Trans Atlantic).

### Historische vluchten
Op 25 november 1918 vestigde de NC-1 een wereldrecord door 50 passagiers aan boord te hebben bij een vlucht.
Op 8 mei 1919 vertrokken de drie Curtiss NC-toestellen voor de oversteek van de Atlantische Oceaan. Vertrekpunt was Trepassey in Newfoundland en de route was via de Azoren en de kustlijn van Portugal met Plymouth (Groot-Brittannië) als eindbestemming. Langs de hele route lagen om de 80 kilometer marineschepen, om in geval van nood reddingsacties op te zetten. De NCTA-1 en NCTA-3 maakten ten westen van de Azoren een noodlanding en de bemanning werd gered. Alleen de NCTA-4 kwam op 31 mei 1919 aan in Engeland. Het was de eerste Atlantische oversteek ooit, zij het mét tussenlanding.

## Trivia
Het National Naval Aviation Museum in Pensacola (Florida) heeft een NC-4 in de collectie.